# Свети Архангели (Омали)
Вижте пояснителната страница за други значения на Свети Архангели.
„Свети Архангели Михаил и Гавриил“ (на гръцки: Παμμεγίστων Ταξιαρχών) е възрожденска православна църква в населишкото село Омали (Блазом), Егейска Македония, Гърция, част от Сисанийската и Сятищка епархия.
Първата църква в Блазом е изградена около 1650 година, съдейки по най-старата църковна книга – един миней от 1645 година. В 1895 година – според надписа над входа, старата църква е разрушена и на нейно място е изградена нова. Проектът е финансиран от местните християни и от гурбетчиите в Цариград. От 1957 до 1966 година е направено обновяване на църквата с пари на емигранти в Америка. Иконите от старата църква са пренесени в новата. Царската икона „Христос Велик Архиерей“ е от 1765 година, „Свети Георги“ и „Свети Николай“ – от 1838 година, втора икона на Свети Георги – от 1868 година, „Животворящ източник“ – от 1912 година. Иконите на новата църква са от 1896 година. Протезисът на храма е изписан в 1914 година. Иконата на „Свети Атанасий“ е датирана 27 април 1896 година, дело на Атанасиос Панайоту от Костур.